# Jean-Marc Idir
Jean-Marc Idir est un peintre français né à Paris le 17 mars 1965.
Formé à Étampes par Philippe Lejeune dans les années 1980, il a parallèlement suivi des études à l'École supérieure des arts appliqués Duperré, où ses professeurs furent notamment Yves Got et Georges Pichard ; il rencontre également Leonardo Cremonini à l'École nationale supérieure des beaux-arts de Paris.
Il vit et travaille en Corse depuis 1990 et participe aux expositions de l'École d'Étampes . En 2000, il publie Loghi corsi aux éditions Romain Pages. L'année suivante, la société de construction navale italienne Fincantieri lui commande un ensemble d'œuvres pour l'un des restaurants du Danielle-Casanova . En 2010, le musée national de la maison Bonaparte présente Métamophoses, Jean-Marc Idir et la maison Bonaparte.

## Biographie
- 1965 : naissance à Paris le 17 mars.
- 1980 : début de la formation par Philippe Lejeune.
- 1987 : prix Karl-Beulé de l'Académie des beaux-arts (Institut de France) et prix René Béja de la Fondation Taylor au Salon des artistes français.
- 1988 : prix André et Berthe Noufflard de la Fondation de France[5] et prix de la jeune peinture au Salon d'automne.
- 1990 : installation en Corse. Prix Brizard de l'Académie des beaux-arts (Institut de France).
- 1993 : prix de portrait Paul-Louis Weiller de l'Académie des beaux-arts (Institut de France) et prix Madeleine-Couderc de la Fondation Taylor.
- 1995 : prix Pascal Dagnan-Bouveret de l'Académie des beaux-arts (Institut de France).
- 1996 : réalisation de l'affiche des Journées du Patrimoine et du XXIe Festival de musique d'Étampes.
- 1999 : prix Eddy Rugale Michaïlov de la Fondation Taylor.
- 2000 : publication de Loghi corsi, lieux symboliques de la Corse aux éditions Romain Pages[6].
- 2002 : réalisation de l'ensemble des œuvres du restaurant buffet Girolata du Danielle Casanova, ferry de la SNCM[7].

## Principales expositions individuelles
- 1988 : musée municipal d'Étampes[8]. Galerie Philippe Frégnac, Paris.
- 1989 : galerie Philippe Frégnac, Paris.
- 1991 : galerie Philippe Frégnac, Paris.
- 1993 : galerie Lecomte, Paris.
- 1994 : rétrospective, galerie de la Fondation Taylor[9].
- 1995 : galerie Philippe Frégnac, Paris.
- 1997 : galerie Philippe Frégnac, Paris.
- 1999 : galerie Philippe Frégnac, Paris[10]
- 2003 : galerie Philippe Frégnac, Paris[11].
- 2004 : galerie Philippe Frégnac, Paris[12].
- 2006 : galerie Philippe Frégnac, Paris[13].
- 2010 : Métamorphoses, Jean-Marc Idir et la maison Bonaparte, musée de la Maison Bonaparte, Ajaccio.

## Principales expositions collectives
- Invité au prix international d'art contemporain de Monte-Carlo en 1989[14], 1994 et 1996[15].
- Invité à La poudrière, par le Svegliu calvese avec le sculpteur Ousmane Sow, citadelle de Calvi en 1990.
- Participation à l'ouverture de la galerie des Saints-Pères, Paris, 1994.
- Participation à l'exposition L'École d'Étampes à l'hôtel de Malestroit de Bry-sur-Marne en 1995.
- Participation à l'exposition L'École d'Étampes à la galerie Saint-Hubert, Lyon, 2002[16].
- Participation à l'exposition George Sand, Interprétations 2004 au Couvent des cordeliers de Châteauroux en 2004[17].
- Participation à l'exposition La grammaire du visage, l'École d'Étampes et l'art du portrait au musée municipal d'Étampes en 2011[18].